# Xã Stanton, Quận Plymouth, Iowa
Xã Stanton (tiếng Anh: Stanton Township) là một xã thuộc quận Plymouth, tiểu bang Iowa, Hoa Kỳ. Năm 2010, dân số của xã này là 352 người.